# Foresta Umbra
Foresta Umbra este o arie protejată (arie specială de conservare — SAC, sit de importanță comunitară — SCI) din Italia întinsă pe o suprafață de 20.656 ha, integral pe uscat.

## Localizare
Centrul sitului Foresta Umbra este situat la coordonatele 41°50′18″N 15°59′34″E / 41.838333°N 15.992778°E.

## Înființare
Situl Foresta Umbra a fost declarat sit de importanță comunitară în iunie 1995 pentru a proteja 1 specie de plante și 38 de specii de animale. Situl a fost protejat și ca arie specială de conservare în decembrie 2018.

## Biodiversitate
Situată în ecoregiunea mediteraneană, aria protejată conține 4 habitate naturale: Pajiști uscate seminaturale și facies de acoperire cu tufișuri pe substraturi calcaroase (Festuco-Brometalia) (* situri importante pentru orhidee), Păduri de fag din Apenini cu Taxus și Ilex, Păduri panonice-balcanice de stejar turcesc - stejar sesil, Păduri pe pante, grohotișuri și ravene de Tilio-Acerion.
La baza desemnării sitului se află mai multe specii protejate:
- plante (1): Stipa austroitalica
- păsări (29): uliu porumbar (Accipiter gentilis), uliu păsărar (Accipiter nisus), buha (Bubo bubo), caprimulg (Caprimulgus europaeus), botgros (Coccothraustes coccothraustes), porumbel de scorbură (Columba oenas), porumbel gulerat (Columba palumbus), ciocănitoare cu spate alb (Dendrocopos leucotos), ciocănitoare pestriță mare (Dendrocopos major), presură de munte (Emberiza cia), muscar-gulerat (Ficedula albicollis), capîntortură (Jynx torquilla), sfrâncioc roșiatic (Lanius collurio), Leiopicus medius, ciocârlie de pădure (Lullula arborea), viespar (Pernis apivorus), pitulice de munte (Phylloscopus bonelli), pitulice sfârâitoare (Phylloscopus sibilatrix), pițigoi sur (Poecile palustris), sitar de pădure (Scolopax rusticola), scatiu (Spinus spinus), turturică (Streptopelia turtur), huhurez mic (Strix aluco), Sylvia hortensis, sturzul viilor (Turdus iliacus), mierlă (Turdus merula), sturz-cântător (Turdus philomelos), sturz (Turdus pilaris), sturzul de vâsc (Turdus viscivorus)
- amfibieni (2): Bombina pachypus, Triturus carnifex
- mamifere (3): liliac cu urechi mari (Myotis bechsteinii), liliac cărămiziu (Myotis emarginatus), liliacul mediteranean cu potcoavă (Rhinolophus euryale)
- nevertebrate (3): Euplagia quadripunctaria, Melanargia arge, gândacul de apă (Rhysodes sulcatus)
- reptile (1): șarpele cu patru dungi (Elaphe quatuorlineata)

Pe lângă speciile protejate, pe teritoriul sitului au mai fost identificate 58 de specii de plante, 5 specii de amfibieni, 4 specii de mamifere, 11 specii de nevertebrate, 9 specii de reptile.